# Orahovica Donja
Pour les articles homonymes, voir Orahovica.
Orahovica Donja (en cyrillique : Ораховица Доња) est une localité de Bosnie-Herzégovine. Elle est située dans la municipalité de Gračanica, dans le canton de Tuzla et dans la fédération de Bosnie-et-Herzégovine. Selon les premiers résultats du recensement bosnien de 2013, elle compte 4 243 habitants.

## Démographie

### Évolution historique de la population
| 1948 | 1953 | 1961  | 1971  | 1981  | 1991  | 2013  |
| ---- | ---- | ----- | ----- | ----- | ----- | ----- |
| -    | -    | 2 479 | 3 107 | 3 705 | 4 304 | 4 243 |

|  |